# Zeitschrift für das gesamte Verfahrensrecht
Die Zeitschrift für das gesamte Verfahrensrecht (GVRZ) ist eine halbjährlich erscheinende juristische Online-Fachzeitschrift im Verlag Dr. Otto Schmidt. 
Der Schwerpunkt der Zeitschrift liegt auf prozessualen Fragen des Zivil-, Straf- und Verwaltungsprozessrechts, wobei die Zeitschrift besonders ein Forum für prozessrechtsübergreifende Fragestellungen, die nicht nur eine einzige Prozessordnung betreffen, bieten will. 
Die Zeitschrift ist hervorgegangen aus der prozessrechtsübergreifenden Tagung junger Prozessrechtswissenschaftler, die erstmals 2015 in Köln stattgefunden und sich seitdem etabliert hat. Sie veröffentlicht Abhandlungen, Entscheidungsbesprechungen und Rezensionen.